# Savona Foot-Ball Club 1980-1981
Questa voce raccoglie le informazioni riguardanti il Savona Foot-Ball Club nelle competizioni ufficiali della stagione 1980-1981.

## Rosa
| N. |                   | Ruolo | Calciatore          |
| -- | ----------------- | ----- | ------------------- |
|    | Italia (bandiera) | C     | Roberto Barozzi     |
|    | Italia (bandiera) | C     | Gabriele Bongiorni  |
|    | Italia (bandiera) | D     | Sergio Cannarozzi   |
|    | Italia (bandiera) | D     | Lorenzo Cascella    |
|    | Italia (bandiera) | D     | Danilo Cuttica      |
|    | Italia (bandiera) | P     | Sergio Porro        |
|    | Italia (bandiera) | A     | Alessandro Ferraris |
|    | Italia (bandiera) | A     | Enrico Gulli        |
|    | Italia (bandiera) | D     | Marco Losio         |
|    | Italia (bandiera) | C     | Pietro Molinari     |
|    | Italia (bandiera) | C     | Stefano Morasso     |
|    | Italia (bandiera) | D     | Franco Moretti      |
|    | Italia (bandiera) | C     | Claudio Niro        |

| N. |                   | Ruolo | Calciatore        |
| -- | ----------------- | ----- | ----------------- |
|    | Italia (bandiera) | D     | Vito Parente      |
|    | Italia (bandiera) | A     | Giovanni Picco    |
|    | Italia (bandiera) | A     | Pierino Prati     |
|    | Italia (bandiera) | C     | Angelo Ratto      |
|    | Italia (bandiera) | P     | Giuseppe Ridolfi  |
|    | Italia (bandiera) | C     | Fabio Rolando     |
|    | Italia (bandiera) | A     | Ercole Romanini   |
|    | Italia (bandiera) | D     | Maurizio Ronchi   |
|    | Italia (bandiera) | D     | Graziano Scremin  |
|    | Italia (bandiera) | C     | Massimo Tolfo     |
|    | Italia (bandiera) | C     | Enzo Vogliotti    |
|    | Italia (bandiera) | C     | Oliviero Zorzetto |
|    | Italia (bandiera) | C     | Vladimiro Zunino  |

## Risultati

### Campionato

#### Girone di andata
| 28 settembre 1980 1ª giornata | Omegna | 2 – 2 | Savona |  |

| 19 ottobre 1980 2ª giornata | Savona | 2 – 4 | Rhodense |  |

| 9 novembre 1980 3ª giornata | Savona | 1 – 1 | Lucchese |  |

| 30 novembre 1980 4ª giornata | Savona | 4 – 0 | Arona |  |

| 21 dicembre 1980 5ª giornata | Biellese | 0 – 0 | Savona |  |

| 12 gennaio 1981 6ª giornata | Casatese | 0 – 0 | Savona |  |

| 5 ottobre 1980 7ª giornata | Savona | 1 – 0 | Legnano |  |

| 26 ottobre 1980 8ª giornata | Savona | 1 – 2 | Pro Patria |  |

| 16 novembre 1980 9ª giornata | Pavia | 1 – 0 | Savona |  |

| 7 dicembre 1980 10ª giornata | Alessandria | 2 – 0 | Savona |  |

| 28 dicembre 1980 11ª giornata | Savona | 2 – 1 | Fanfulla |  |

| 19 gennaio 1981 12ª giornata | Savona | 0 – 0 | Lecco |  |

| 12 ottobre 1980 13ª giornata | Pergocrema | 0 – 0 | Savona |  |

| 2 novembre 1980 14ª giornata | Asti TSC | 1 – 0 | Savona |  |

| 23 novembre 1980 15ª giornata | Savona | 1 – 0 | Derthona |  |

| 14 dicembre 1980 16ª giornata | Savona | 1 – 0 | Carrarese |  |

| 5 gennaio 1981 17ª giornata | Seregno | 1 – 0 | Savona |  |

#### Girone di ritorno
| 1º febbraio 1981 18ª giornata | Savona | 3 – 0 | Omegna |  |

| 22 febbraio 1981 19ª giornata | Rhodense | 3 – 2 | Savona |  |

| 15 marzo 1981 20ª giornata | Lucchese | 2 – 0 | Savona |  |

| 12 aprile 1981 21ª giornata | Arona | 0 – 0 | Savona |  |

| 10 maggio 1981 22ª giornata | Savona | 2 – 1 | Biellese |  |

| 31 maggio 1981 23ª giornata | Savona | 3 – 0 | Casatese |  |

| 8 febbraio 1981 24ª giornata | Legnano | 0 – 1 | Savona |  |

| 1º marzo 1981 25ª giornata | Pro Patria | 1 – 0 | Savona |  |

| 29 marzo 1981 26ª giornata | Savona | 2 – 2 | Pavia |  |

| 26 aprile 1981 27ª giornata | Savona | 0 – 1 | Alessandria |  |

| 17 maggio 1981 28ª giornata | Fanfulla | 1 – 0 | Savona |  |

| 7 giugno 1981 29ª giornata | Lecco | 5 – 2 | Savona |  |

| 15 febbraio 1981 30ª giornata | Savona | 1 – 1 | Pergocrema |  |

| 8 marzo 1981 31ª giornata | Savona | 2 – 0 | Asti TSC |  |

| 5 aprile 1981 32ª giornata | Derthona | 0 – 1 | Savona |  |

| 3 maggio 1981 33ª giornata | Carrarese | 0 – 0 | Savona |  |

| 24 maggio 1981 34ª giornata | Savona | 1 – 0 | Seregno |  |